# Danishmend Ghazi
Danishmend Ghazi, nome completo Gümüştekin Danishmend Ahmed Ghazi o Danishmend Taylu (... – 1104), fu un condottiero selgiuchide, fondatore del Beilicato dei Danishmendidi.
Dopo l'avanzata dell'elemento turco in Anatolia che seguì la battaglia di Manzicerta, la sua dinastia assunse il controllo delle regioni centro-settentrionali dell'Anatolia.

## Biografia

L'Anatolia nel 1097 prima dell'assedio di Nicea.

La disfatta dell'esercito bizantino nella battaglia di Manzicerta permise ai Turchi, incluse le forze leali a Danishmend Ghazi, di occupare quasi tutta l'Anatolia. Danishmend Ghazi e le sue forze presero per loro i territori dell'Anatolia centrale, conquistando le città di Neocaesarea (oggi Niksar), Tokat, Sivas e Euchaita.
Durante la prima crociata, fu direttamente coinvolto nell'avanzata dei Crociati. Se perse contro di loro nella battaglia di Dorylaeum nel 1097, ebbe successo invece nel catturare Boemondo I d'Antiochia nel 1100. Rimase in campagna militare, estendendo i suoi domini a sud, conquistando Malatya (Melitene) nel 1103 (si veda battaglia di Melitene).
Gli succedette il figlio, Emir Gazi Gümüştekin.
Una tomba che si attribuisce alla sua persona è stata rinvenuta a Niksar.

## IlDanishmendname
Danishmend Ghazi è la figura centrale del Danishmendnâme, un romanzo epico-cavalleresco in lingua turca. In questo lavoro, gli eventi relativi alla vita di Danishmend Ghazi sono mescolati con i leggendari successi del guerriero arabo di confine dell'VIII secolo, Sayyid Battal e dell'eroe persiano Abu Muslim Khorasani, il capo della propaganda (da‘wa) abbaside in Khorasan e il principale artefice della sua affermazione a partire dal 748.
La trama leggendaria del Danishmendnâme è basata sulle tradizioni orali turche, raccolte per la prima volta per volere del Sultano selgiuchide di Rum, Kayqubad I, un secolo dopo la morte di Danishmend Ghazi. L'assetto finale che è giunto fino ai giorni nostri è un compendio che fu collazionato ad opera del Sultano ottomano Murad II ai primi del XV secolo.

## Dinastia e titolature
Ci si riferisce talvolta a Danishmend Ghazi con il titolo Melik, che significa "Re", che fu attribuito in effetti solo a suo nipote nel 1134 dal califfo abbaside di Baghdad e che fu talora usato retroattivamente, non solo dagli storiografi per indicare anche Danishmend Ghazi. L'altra titolatura di Ghazi si riferisce a chi effettua azioni belliche, ed è quindi sinonimo di "nobile guerriero". Più tardi gli Ottomani si faranno un titolo di onore nell'usare questo termine, identificandolo nelle caratteristiche migliori e legittimanti della cultura ottomana
Si fa sovente confusione fra gli studiosi non specialisti che usano il nome Danishmend Ghazi per indicare suo figlio Gümüştekin. Il padre è spesso indicato brevemente come Danishmend Ghazi, mentre suo figlio è di frequente indicato come Emir Ghazi, senza menzionare il suo vero nome, che era Gümüştekin, comune peraltro a entrambi. Inoltre si cita la dinastia Danishmendide come legata da vincoli parentali con la dinastia selgiuchide, malgrado siano notevolmente diverse le argomentazioni e le prove.